# Andy McKee
Andy McKee (ur. 1979 w Topeka, USA) – amerykański gitarzysta akustyczny, obecnie współpracujący z wytwórnią CANdYRAT Records. Jego oryginalny styl grania, rozbudowane kompozycje i talent zdobyły mu rzesze fanów na całym świecie. Pod koniec 2006 jeden z czołowych utworów Andy'ego, "Drifting", zdobywszy 4 000 000 obejrzeń (na dzień 25 czerwca 2010 to już 31 001 944 obejrzeń; 28 lutego 2011 - 37 144 540 wyświetleń ), został jednym z najpopularniejszych klipów muzycznych na YouTube. Kolejnymi przejawami geniuszu McKee'a są kompozycje stworzone już w 2007, np. "Rylynn" i cover utworu "Africa" zespołu Toto, teraz to właśnie te utwory plasują się na liście najlepszych klipów muzycznych na angielskiej stronie YouTube.

## Życiorys
Kiedy Andy miał 13 lat, na urodziny ojciec kupił mu pierwszą gitarę akustyczną. Nie minęło wiele czasu, kiedy Andy dostał pierwszą gitarę elektryczną, i zaczął grać muzykę jego ulubionych zespołów tamtego okresu - Metalliki, Erica Johnsone'a, Dona Rossa czy Dream Theater. Szesnaste urodziny Andy'ego były przełomem w jego życiu. Jego kuzyn grający na gitarze zaprowadził go do pracowni gitarowej, do gitarzysty Prestona Reeda, co wywarło na nim duży wpływ. Andy zaczął komponować muzykę w wieku 20 lat. Wypuścił swoją pierwszą płytę, nazwaną Nocturnal w 2001, oraz wziął udział w prestiżowym konkursie National Fingerstyle Guitarist Competition w Winfield. Zajął trzecie miejsce i stał się najmłodszym uczestnikiem, który dostał się do pierwszej trójki. W 2005 Andy dołączył do CANdYRAT Records.

## Dyskografia
- Nocturne (2001)
- Dreamcatcher (2004)
- Art of Motion (2005)
- The Gates of Gnomeria (2007)
- The Thing That Came from Somewhere (2008)
- Joyland (2010)
- Mythmaker (2014)